# Harald Goldschmidt
Harald Naphtali Julius Goldschmidt (født 12. november 1857 i København, død 9. december 1923 på Frederiksberg) var en dansk veterinær.

## Liv og gerning
Efter afsluttet skolegang blev han sat i handelslære, men efter 2 års forløb fik han lov til at følge sin barndomslyst at komme til landvæsenet. Efter i 3 år at have beskæftiget sig med det praktiske landbrug kom han til Veterinær- og Landbohøjskolen, hvor han tog landbrugseksamen i 1880. Snart efter tog han fat på veterinærstudiet og bestod dyrlægeeksamen i 1882 (1. karakter med udmærkelse). Derefter praktiserede han som dyrlæge i København og læste samtidig til artium, som han tog 1884, hvorefter han begyndte på studiet af lægevidenskaben. I 1885 bestod han den filosofiske prøve. Samme år døde Prosch, og Goldschmidt besluttede da at uddanne sig til at overtage lærerposten i husdyrbrug ved Veterinær- og Landbohøjskolen. 

## Forfatter om husdyrbruget
Han rejste til Dresden og kastede sig der med stor iver over studiet af dyrefysiologien under Ellenbergers ledelse, men allerede efter 1/2 års forløb måtte han rejse hjem for at deltage i konkurrencen i anledning af den vakante lærerpost. Efter på en tilfredsstillende måde at have besvaret den ham stillede opgave (En Oversigt over Kvægbrugets Udvikling her i Landet i de sidste 25-35 Aar og en paa egne Undersøgelser grundet Fremstilling af den for Sorø og Præstø Amter karakteristiske Kvægbestands Udvikling i det samme Tidsrum) foretog han med statsunderstøttelse en studierejse af omtrent 1/2 års varighed til England, Skotland, Frankrig og Tyskland. I 1888 blev han konstitueret og 1889 fast ansat som lærer i husdyrbrug ved Veterinær- og Landbohøjskolen. 
Goldschmidt foretog efter sin ansættelse som lærer flere mindre rejser i ind- og udland for at studere husdyrbruget, og han tog livlig del i diskussionen om husdyrbrugsforhold. Som resultat af sine studier i Dresden meddelte han i Hoppe-Seylers fysiologiske tidsskrift (på tysk) nogle mindre afhandlinger om fordøjelsen hos hesten og om spyttets fysiologi. I 1885 skrev Goldschmidt Regler for Arbejdshestens Behandling i Stalden og under Brugen, en afhandling, der blev prisbelønnet og udgivet af Foreningen til Dyrenes Beskyttelse, og som senere er oversat til svensk og finsk. Hans konkurrenceafhandling blev i 1890 udgivet af Det kgl. danske Landhusholdningsselskab. 
Han var medudgiver af "Landmandsbogen" og udgav en vejledning i bedømmelsen af hestens ydre.

## Hædersbevisninger
I 1912 blev han Ridder af Dannebrog.

## Gravsted
Han er begravet på Bispebjerg Kirkegård.